# 申赫 (足球運動員)
申赫（朝鲜语：／，1992年7月3日—），朝鮮足球運動員，朝鮮國家足球隊隊員。現在效力於朝鮮足球聯賽球會機關車體育團。

## 簡歷
申赫在2017年首次入選朝鮮國家足球隊，參與了2019年亞洲盃資格賽。2018年參與了東亞足球錦標賽外圍賽第二圈，但得球差負給香港足球代表隊，不能成功獲得資格賽冠軍而取得決賽出線席位
此前，2007年入選朝鮮國家少年足球隊參與了2008年亞足聯U16少年錦標賽預選賽並成功晉級，但事後發生使用違規球員事件被取消晉級資格。之後，代表了朝鮮國家青年足球隊參加2010年亞足聯U19青年錦標賽預選賽並成功晉級。
另外，2012年入選了朝鮮國家奧運足球隊參加2013年亞足聯U22錦標賽資格賽，但沒有上陣，而朝鮮在賽事成功晉級。
申赫除了代表國家隊參與賽事外，還代表所屬球會機關車體育團參與2017年亞洲足協盃，但得失球差不及同組的朝鮮足球聯賽球會4.25體育團而未能晉級。

## 職業生涯統計
| 球會表現 | 球會表現 | 球會表現          | 聯賽 | 聯賽 | 足總盃 | 足總盃 | 聯賽盃 | 聯賽盃 | 洲際賽 | 洲際賽 | 總數 | 總數 |
| 球季     | 球會     | 聯賽              | 出場 | 入球 | 出場   | 入球   | 出場   | 入球   | 出場   | 入球   | 出場 | 入球 |
| 北韓     | 北韓     | 北韓              | 聯賽 | 聯賽 |        |        |        |        | 亚洲赛 | 亚洲赛 | 總數 | 總數 |
| -------- | -------- | ----------------- | ---- | ---- | ------ | ------ | ------ | ------ | ------ | ------ | ---- | ---- |
| 2014     | 機關車   | 朝鮮足球聯賽 甲級 | ?    | ?    | –      | –      | N/A    | N/A    | –      | –      | ?    | ?    |
| 2015     | 機關車   | 朝鮮足球聯賽 甲級 | ?    | ?    | –      | –      | N/A    | N/A    | –      | –      | ?    | ?    |
| 2016     | 機關車   | 朝鮮足球聯賽 甲級 | ?    | ?    | –      | –      | N/A    | N/A    | –      | –      | ?    | ?    |
| 2017     | 機關車   | 朝鮮足球聯賽 甲級 | ?    | ?    | –      | –      | N/A    | N/A    | 3      | 0      | ?    | ?    |
| 總和     | 北韓     | 北韓              | ?    | ?    | –      | –      | N/A    | N/A    | 3      | 0      | ?    | ?    |
| 總和     | 總和     | 總和              | ?    | ?    | –      | –      | –      | –      | 3      | 0      | ?    | ?    |